# Professione pericolo
Professione pericolo (The Stunt Man) è un film diretto da Richard Rush. Il film è stato adattato da Lawrence B. Marcus e Rush stesso dall'omonimo romanzo del 1970 di Paul Brodeur. 

## Trama
Cameron, un reduce della guerra del Vietnam, ricercato dalla polizia, allo scopo di rendersi irreperibile è costretto ad unirsi alla troupe del regista Eli Cross, che, al corrente della sua situazione, lo impiega, nonostante la sua totale inesperienza nel campo, come stuntman, in situazioni al limite dell'impossibile.
Egli riuscirà a conquistare la sua fiducia e ad imparare velocemente il mestiere, innamorandosi anche di Nina, l'attrice protagonista del film.

## Produzione
Durante i primi anni '70, la Columbia Pictures possedeva i diritti cinematografici del romanzo, con Arthur Penn e François Truffaut che presero in considerazione la possibilità di dirigerlo. La Columbia offrì il film a Richard Rush sulla base del successo del suo film precedente, L'impossibilità di essere normale.  Rush inizialmente rifiutò, poi alla fine accettò di dirigere Professione pericolo.
Nel luglio 1971, la Columbia annunciò che Rush avrebbe diretto il film con il produttore esecutivo di William Castle. 
Rush quindi scrisse un trattamento di 150 pagine diverso dal libro; nel romanzo, i personaggi erano tutti pazzi e nella sceneggiatura erano invece "sani di mente in un mondo impazzito". I dirigenti della Columbia quindi rifiutarono la sceneggiatura, dicendo che era difficile trovare un genere in cui inserirla. Rush disse: "Non riuscivano a capire se fosse una commedia, un dramma, se fosse una satira sociale, se era un'avventura d'azione ... e, naturalmente, la risposta è stata: "Sì, sono tutte quelle cose". Ma questa non è una risposta soddisfacente per un dirigente dello studio". Rush quindi comprò i diritti del film dalla Columbia e cercò di venderlo ad altri studi, senza alcun risultato, forte della sua passata esperienza in cui aveva fatto fortuna nel settore immobiliare. 
Le riprese furono effettuate nel 1978. Le scene di apertura vennero girate al Mary Etta's Cafe, a Flinn Springs, in California. Molte sequenze vennero girate dentro e intorno allo storico Hotel del Coronado a Coronado, in California.
Nel suo commento in DVD, Peter O'Toole menziona di aver basato il suo personaggio sul regista David Lean, che lo diresse in Lawrence d'Arabia.

## Riconoscimenti
- Golden Globe 1981
  - Migliore colonna sonora originale
  - Candidatura Miglior film drammatico
  - Candidatura Miglior regia per Richard Rush
  - Candidatura Miglior attore in un film drammatico per Peter O' Toole
  - Candidatura Miglior attore debuttante per Steve Railsback
  - Candidatura Miglior sceneggiatura per Lawrence B. Marcus e Richard Rush
- Premi Oscar 1981
  - Candidatura Miglior regista per Richard Rush
  - Candidatura Miglior attore protagonista per Peter O' Toole
  - Candidatura Miglior sceneggiatura non originale per Lawrence B. Marcus e Richard Rush